# Vinko Polončič
Vinko Polončič (né le 13 juillet 1957) est un cycliste yougoslave. Il a participé à la course en ligne sur route et au contre-la-montre par équipes aux Jeux olympiques d'été de 1980. Il est ensuite devenu coureur professionnel en Italien en 1983 et 1984, dans l'équipe Malvor-Bottecchia. Depuis 2010, il est directeur sportif de l'équipe Meridiana Kamen.

## Palmarès
- 1980
  - Jadranska Magistrala
  - 8e du contre-la-montre par équipes des Jeux olympiques
- 1981
  - 3e du Tour de Yougoslavie
- 1982
  - 2e du Tour de Yougoslavie
- 1983
  - 3e du Tour des Pouilles

### Tour d'Italie
- 1983 : 72e
- 1984 : 76e